# Haplochromis oligolepis
Haplochromis oligolepis är en fiskart som beskrevs av Elisabeth Lippitsch 2003. Haplochromis oligolepis ingår i släktet Haplochromis och familjen Cichlidae. Inga underarter finns listade i Catalogue of Life.